# Dzień zapłaty
Dzień zapłaty – film komediowy, niemy, reżyserii i produkcji Charlesa Chaplina. Film powstał w 1922 roku. Tytuł oryginalny zwie się Pay Day. Film opowiada o życiu robotnika pracującego na wielkiej budowie, na dzień przed i w dzień po wypłacie.

## Obsada
- Charlie Chaplin – robotnik
- Edna Purviance – córka szefa
- Mack Swain – brygadzista
- Syd Chaplin – przyjaciel Charliego
- Loyal Underwood – pracownik
- John Rand – pracownik
- Albert Austin – pracownik
- Henry Bergman – towarzysz do picia
- Al Ernest Garcia – policjant, pijany towarzysz